# Měření hluku
Měření hluku se provádí v zájmu ochrany lidského zdraví a přijatelných podmínek k životu. V obecném smyslu slova je hlukem jakýkoli nežádoucí, a tudíž potenciálně rušivý či obtěžující zvuk.
V hudební akustice je jako hluk označován zvuk, který není tónem, neboť nemá definovanou výšku (tón je charakterizován svou výškou, délkou, sílou a barvou).
Hluk je jedním z faktorů, negativně ovlivňujících životní prostředí – podle výskytu a intenzity může ovlivňovat náladu, schopnost soustředění, možnost komunikace a zdravotní stav osob, které jsou mu vystaveny. Při dlouhodobém působení vysokých úrovní hluku dochází dokonce k nevratnému poškození sluchu a destruktivní efekt na lidský sluch má i krátkodobé působení extrémně vysokých úrovní hluku.
Jsou vyvinuty a standardizovány jak metody měření hluku na straně příjemce (v místě, kde lidé bydlí nebo pracují), tak metody pro stanovení vlastností zdrojů hluku (např. strojů).

## Hladina akustického tlaku
Obecnou technickou mírou hluku je tzv. hladina akustického tlaku Lp [dB]. Tato míra však zcela neodpovídá vnímání hluku lidským jedincem, neboť v ní není zohledněna různá citlivost lidského sluchu na zvuky o různých kmitočtech. Proto byla stanovena tzv. vážená křivka A, kterou je třeba korigovat naměřený kmitočtový průběh hladiny akustického tlaku (v elektronické implementaci se jedná o vážený filtr A). Výslednou hodnotou (energetickým součtem korigovaných frekvenčních složek) je tzv. hladina akustického tlaku A, označovaná jako LpA [dB], kterou již lze použít jako míru hluku z hlediska vnímáním lidského jedince.

## Hlukové limity
V České republice a mnoha dalších zemích existují hlukové limity, které nesmějí být v určitých prostorech, kde je žádoucí ochrana proti hluku, překročeny. V ČR jsou hygienické limity hluku na straně příjemce v současné době dány nařízením vlády č. 272/2011 Sb. „o ochraně zdraví před nepříznivými účinky hluku a vibrací“.
Stejně tak existují limity vyzařovaného hluku uplatňované např. při typových zkouškách některých strojů (dopravních prostředků).
Věcný záměr nového zákona navrhuje zrušení centrálních limitů a chce přenést pravomoce na obce.